# هاري إم. وودز
هاري إم. وودز (بالإنجليزية: Harry M. Woods)‏ هو مؤلف موسيقى تصويرية وملحن وكاتب أغاني وشاعر أمريكي، ولد في 4 نوفمبر 1896 في ماساتشوستس في الولايات المتحدة، وتوفي في 14 يناير 1970 في غلانديل في الولايات المتحدة.

## وصلات خارجية
- هاري إم. وودز على موقع IMDb (الإنجليزية)
- هاري إم. وودز على موقع ميوزك برينز (الإنجليزية)
- هاري إم. وودز على موقع ديسكوغز (الإنجليزية)
- هاري إم. وودز على موقع قاعدة بيانات الفيلم (الإنجليزية)